# Bastian Oczipka
Bastian Oczipka (Bergisch Gladbach, 12 gennaio 1989) è un ex calciatore tedesco, di ruolo difensore.

## Carriera

### Bayer Leverkusen e prime esperienze
Prodotto delle giovanili del Bayer Leverkusen, debutta con la seconda squadra in Regionalliga il 16 luglio 2008, alla fine del mese verrà girato in prestito al'Hansa Rostock , squadra militante in 2. Bundesliga in cui esordirà nella vittoria casalinga per 3-0 ai danni del St. Pauli. Dopo due anni si trasferisce ancora in prestito al St. Pauli . 
Per la stagione 2011-2012 torna al Leverkusen con cui disputerà 12 partite in Bundesliga ed esordirà in Champions League subentrando negli ultimi minuti nella partita vinta per 2-1 ai danni del Chelsea.

### Eintracht Francoforte
Nella stagione seguente si trasferisce al Eintracht Francoforte con cui firma un contratto triennale , esordisce alla prima di campionato contro il Leverkusen, sua ex squadra, nella vittoria casalinga per 2-1.
Il 14 marzo 2015 rinnova il proprio contratto fino al 2018.

### Schalke 04
Il 15 luglio 2017 passa allo Schalke 04 per 4,5 milioni di euro  con cui esordisce alla prima di campionato nella vittoria casalinga ai danni del RB Lipsia.

### Ultimi anni
Dopo la retrocessione dei minatori in 2.Bundesliga nel 2021 si trasferisce all'Union Berlino , dopo un avvio di campionato in cui non ha totalizzato molti minuti riesce a guadagnarsi la titolarità e chiudere la stagione con 18 presenze. 
La stagione seguente passa a parametro zero all'Arminia Bielefeld, squadra militante in 2.Bundesliga  con cui retrocederà in 3. Liga dopo aver perso i play-out. Al termine della stagione annuncerà il proprio ritiro.

## Statistiche

### Presenze e reti nei club
Statistiche aggiornate al 17 giugno 2020.
| Stagione                     | Squadra                      | Campionato                   | Campionato | Campionato | Coppe nazionali | Coppe nazionali | Coppe nazionali | Coppe continentali | Coppe continentali | Coppe continentali | Altre coppe | Altre coppe | Altre coppe | Totale | Totale |
| Stagione                     | Squadra                      | Comp                         | Pres       | Reti       | Comp            | Pres            | Reti            | Comp               | Pres               | Reti               | Comp        | Pres        | Reti        | Pres   | Reti   |
| ---------------------------- | ---------------------------- | ---------------------------- | ---------- | ---------- | --------------- | --------------- | --------------- | ------------------ | ------------------ | ------------------ | ----------- | ----------- | ----------- | ------ | ------ |
| ago. 2008                    | Bayer Leverkusen II          | RL                           | 2          | 0          | -               | -               | -               | -                  | -                  | -                  | -           | -           | -           | 2      | 0      |
| 2008-2009                    | Hansa Rostock II             | RL                           | 1          | 0          | -               | -               | -               | -                  | -                  | -                  | -           | -           | -           | 1      | 0      |
| 2008-2009                    | Hansa Rostock                | 2L                           | 29         | 0          | CG              | 2               | 0               | -                  | -                  | -                  | -           | -           | -           | 31     | 0      |
| ago.-dic. 2009               | Hansa Rostock                | 2L                           | 13         | 0          | CG              | 1               | 0               | -                  | -                  | -                  | -           | -           | -           | 14     | 0      |
| Totale Hansa Rostock         | Totale Hansa Rostock         | Totale Hansa Rostock         | 42         | 0          |                 | 3               | 0               |                    |                    |                    |             |             |             | 45     | 0      |
| gen.-mag. 2010               | St. Pauli                    | 2L                           | 16         | 1          | CG              | -               | -               | -                  | -                  | -                  | -           | -           | -           | 16     | 1      |
| 2010-2011                    | St. Pauli                    | BL                           | 20         | 0          | CG              | 1               | 0               | -                  | -                  | -                  | -           | -           | -           | 21     | 0      |
| Totale St. Pauli             | Totale St. Pauli             | Totale St. Pauli             | 36         | 1          |                 | 1               | 0               |                    |                    |                    |             |             |             | 37     | 1      |
| 2011-2012                    | Bayer Leverkusen II          | RL                           | 2          | 0          | -               | -               | -               | -                  | -                  | -                  | -           | -           | -           | 2      | 0      |
| Totale Bayer Leverkusen II   | Totale Bayer Leverkusen II   | Totale Bayer Leverkusen II   | 4          | 0          |                 | -               | -               |                    | -                  | -                  |             | -           | -           | 4      | 0      |
| 2011-2012                    | Bayer Leverkusen             | BL                           | 9          | 0          | CG              | 0               | 0               | UCL                | 3                  | 0                  | -           | -           | -           | 12     | 0      |
| 2012-2013                    | Eintracht Francoforte        | BL                           | 33         | 0          | CG              | 1               | 0               | -                  | -                  | -                  | -           | -           | -           | 34     | 0      |
| 2013-2014                    | Eintracht Francoforte        | BL                           | 20         | 0          | CG              | 2               | 0               | UEL                | 8                  | 0                  | -           | -           | -           | 30     | 0      |
| 2014-2015                    | Eintracht Francoforte        | BL                           | 30         | 1          | CG              | 1               | 0               | -                  | -                  | -                  | -           | -           | -           | 31     | 1      |
| 2015-2016                    | Eintracht Francoforte        | BL                           | 30         | 0          | CG              | 2               | 0               | -                  | -                  | -                  | -           | -           | -           | 32     | 0      |
| 2016-2017                    | Eintracht Francoforte        | BL                           | 33         | 1          | CG              | 5               | 0               | -                  | -                  | -                  | -           | -           | -           | 38     | 1      |
| Totale Eintracht Francoforte | Totale Eintracht Francoforte | Totale Eintracht Francoforte | 146        | 2          |                 | 11              | 0               |                    | 8                  | 0                  |             |             |             | 165    | 2      |
| 2017-2018                    | Schalke 04                   | BL                           | 29         | 0          | CG              | 4               | 0               | -                  | -                  | -                  | -           | -           | -           | 33     | 0      |
| 2018-2019                    | Schalke 04                   | BL                           | 21         | 1          | CG              | 2               | 0               | UCL                | 2                  | 0                  | -           | -           | -           | 25     | 0      |
| 2019-2020                    | Schalke 04                   | BL                           | 34         | 0          | CG              | 4               | 0               | -                  | -                  | -                  | -           | -           | -           | 38     | 0      |
| 2020-2021                    | Schalke 04                   | BL                           | 27         | 0          | CG              | 3               | 0               | -                  | -                  | -                  | -           | -           | -           | 30     | 0      |
| Totale Schalke 04            | Totale Schalke 04            | Totale Schalke 04            | 111        | 2          |                 | 13              | 0               |                    | 2                  | 0                  |             | -           | -           | 126    | 2      |
| 2021-2022                    | Union Berlino                | BL                           | 18         | 0          | CG              | 3               | 0               | UECL               | 0                  | 0                  | -           | -           | -           | 21     | 0      |
| 2022-2023                    | Arminia Bielefeld            | 2.B                          | 30+1       | 1+0        | CG              | 1               | 0               |                    | -                  | -                  |             | -           | -           | 32     | 0      |
| Totale carriera              | Totale carriera              | Totale carriera              | 398        | 5          |                 | 32              | 0               |                    | 13                 | 0                  |             |             |             | 443    | 4      |

## Palmarès

### Nazionale
- Campionato d'Europa Under-19: 1

Repubblica Ceca 2008